# Unió General de Sindicats Obrers de Catalunya
La Unió General de Sindicats Obrers de Catalunya (UGSOC) va ser un sindicat socialista català fundat a Barcelona el 29 de juliol de 1934. Políticament estava vinculat a la Unió Socialista de Catalunya. Juntament amb la UGT, la FOUS (vinculada al Partit Obrer d'Unificació Marxista) i el CADCI va formar part d'un front únic sindical per donar suport al Front d'Esquerres a les eleccions generals espanyoles de 1936. Amb el cop d'estat que va donar lloc a la Guerra Civil en 1936, el sindicat es va reagrupar en la UGT, de la mateixa manera que la USC, juntament amb la FC del PSOE i el PCP, s'integrava en el PSUC.
Va sorgir de sectors descontents amb el centralisme del comitè executiu de la Unió General de Treballadors després del segon congrés regional d'abril. L'escissió va ser notable, en incorporar-se a la nova formació les Federacions més poderoses i significatives com les de metall, tèxtil i la Federació Local de Barcelona d'UGT en ple.
La comissió executiva estava formada per Joan Fronjosa i Salomó com a President, Adolf Simó com a vicepresident, Joan Sánchez i Marín secretari general, Ramon Palomas i Tudó (tresorer), Gonçal Martínez i Lozano (vicesecretari), Simó Lafarga i Ivort (comptable) i Manuel Tortosa secretari de propaganda. També foren militants destacats Marià Martínez i Cuenca i Carles Sala i Franqueza.